# Nectomys apicalis
Nectomys apicalis là một loài động vật có vú trong họ Cricetidae, bộ Gặm nhấm. Loài này được Peters mô tả năm 1860.